# Willie Walker (Künstler)
Willie Walker (* 1945 in New Jersey) ist ein US-amerikanischer Video- und Medienkünstler.

## Leben und Werk
William Walker, auch Willie Boy Walker genannt, ist in New Jersey geboren und lebt in Oakland, Kalifornien. Willie Walker studierte am Maryland Institute College of Art in Baltimore und erhielt dort 1969 den Bachelor. Am California College of the Arts setzte er sein Studium fort und schloss es mit dem Master ab.

Willie Walker nennt sich selbst: 

„… the world’s first video disk-jockey... a collector of video oddity, Art and Humor or anything you wouldn’t see on everyday television.“

Bekannt geworden ist Willie Walker mit den Weekend Tapes (1972), einer Sammlung von Handlungen und Personen, die sowohl Themen als auch Formen des kommerziellen Fernsehens, des Werbefernsehen und dessen Scheinrealitäten parodieren. „The World of Willie Boy Walker and his Friends“ ist eine zweistündige Videoshow, eine Sammlung von Merkwürdigkeiten, die von Willie Boy, dem ersten „Video-Disk-Jockey“, Gleichgesinnten und interessierten Gruppen vorgeführt werden.
In Tap Dance spielt Willie Walker mit dem ergänzenden Wissen der Betrachter. Er führt einen Stepptanz auf, bei dem nur sein Oberkörper im Bild zu sehen ist. Die Geräusche dazu werden mit dem Mund erzeugt.
1976 fand eine Einzelausstellung der Videos von Willie Walker im Whitney Museum of American Art statt. 1977 nahm Willie Walker an der documenta 6 in Kassel teil.